# Tim Erlandsson
Tim Erlandsson (25 de dezembro de 1996) é um futebolista profissional sueco que atua como goleiro, atualmente defende o Nottingham Forest.

## Carreira
Tim Erlandsson fez parte do elenco da Seleção Sueca de Futebol nas Olimpíadas de 2016.